# Narcisse Pérodeau
Narcisse Pérodeau, né le 26 mars 1851 à Saint-Ours et mort le 18 novembre 1932 à Montréal, est un notaire et un homme politique québécois. Il est le leader du gouvernement au Conseil législatif du Québec de 1910 à 1924 et de 1929 à 1932. Il est le lieutenant-gouverneur du Québec de 1924 à 1929.

## Biographie

### Famille et carrière juridique
D'une famille originaire de Saintonge, il était le fils de Paul Pérodeau et de Modeste Arpin. Il fit des études classiques au collège de Saint-Hyacinthe puis étudia le droit à l'université McGill de Montréal. Il devint notaire en 1876. De 1880 à 1912, il fut le secrétaire puis, de 1912 à 1915, le président de la Chambre des notaires du Québec. Le 23 avril 1883, il épousa Marie-Louise Buckley, à Saint-Hyacinthe. Ils eurent six enfants. De 1897 à 1930, il fut professeur de droit notarial et de droit commercial à l'université Laval de Montréal. Il fut membre du bureau d'administration de cette université de 1902 à 1920, puis de son sénat académique de 1920 à 1930.

### Affaires
Il fut un des administrateurs de la compagnie d'électricité Montreal Light, Heat and Power. Il siégea à plusieurs postes au sein de compagnies d'assurances et d'institutions financières, notamment au Crédit foncier et à la Banque provinciale du Canada. Il fut membre de la direction de la Mount Royal Assurance Company, de la Trans-Canada Insurance Company et de la Société générale d'administration et fut vice-président de La Sauvegarde.

### Carrière politique
En politique, il appuyait le Parti libéral. Le 23 décembre 1897, il fut nommé membre du conseil législatif du Québec, pour la division de Sorel. Le 14 mars 1910, il devint ministre sans portefeuille dans le gouvernement Lomer Gouin et il conserva ce poste de ministre dans le gouvernement Louis-Alexandre Taschereau (assermenté le 9 juillet 1920). Il fut le leader du gouvernement au conseil législatif du 9 août 1910 au 8 janvier 1924. Le 10 janvier 1924, il devint lieutenant-gouverneur du Québec et exerça cette fonction jusqu'au 10 janvier 1929. Le 28 novembre 1929, il fut de nouveau nommé membre du conseil législatif, pour la division de Montarville. Le 5 décembre 1929, il redevint également ministre sans portefeuille dans le gouvernement Taschereau et le leader du gouvernement au conseil législatif, postes qu'il occupa jusqu'à son décès le 18 novembre 1932. George Bryson (fils) lui succéda comme ministre et leader au conseil législatif.
Après son décès, à l'âge de 81 ans, il est inhumé au cimetière Notre-Dame-des-Neiges de Montréal.

## Hommages
La rue Narcisse-Pérodeau a été nommée en son honneur, en 1984, dans l'ancienne ville de Sillery, maintenant présente dans la ville de Québec.